# Макшеево (городской округ Клин)
Макшеево — деревня в Клинском районе Московской области, в составе Городского поселения Высоковск. Население — 40 чел. (2010). До 2006 года Макшеево входило в состав Шипулинского сельского округа.
Деревня расположена в центральной части района, в 3 км к северо-западу от окраины города Высоковск у истоков малой речки Чернявка (приток реки Раменки), высота центра над уровнем моря 217 м. Ближайшие населённые пункты — Шипулино на северо-востоке и Третьяково на северо-западе.

## Население
| 2002 | 2006 | 2010 |
| ---- | ---- | ---- |
| 40   | ↘32  | ↗40  |